# Teodorów (powiat brzeziński)
Teodorów – wieś w Polsce położona w województwie łódzkim, w powiecie brzezińskim, w gminie Brzeziny.
W latach 1975–1998 miejscowość należała administracyjnie do województwa skierniewickiego.
W miejscowości mieszkają wierni Kościoła Starokatolickiego Mariawitów należący do parafii Podwyższenia Krzyża Świętego w Grzmiącej. 